# 阿耶洛卡拉布罗
阿耶洛卡拉布罗（義大利語：Aiello Calabro），是意大利科森扎省的一个市镇。总面积38平方公里，人口2047人，人口密度53.9人/平方公里（2009年）。ISTAT代码为078004。